# Karl Suske
Karl Johann Suske (* 15. März 1934 in Reichenberg, Tschechoslowakei) ist ein deutscher Geiger. Im Laufe seiner mehr als vierzigjährigen Musikerlaufbahn war Suske unter anderem Erster Konzertmeister der Staatskapelle Berlin, des Gewandhausorchesters Leipzig sowie des Festspielorchesters Bayreuth. Zudem war er Mitglied des Leipziger Gewandhaus-Quartetts und Gründer eines nach ihm benannten Quartetts in Berlin. Suske hatte bis 1990 Professuren an den Musikhochschulen Weimar und Leipzig inne.

## Leben
Karl Suske erhielt in früher Kindheit Geigenunterricht von seinem Vater Franz Suske, Vorspieler der zweiten Geigen im Städtischen Orchester von Reichenberg. Nach Ende des Zweiten Weltkriegs und Vertreibung aus dem Sudetenland wurde die Familie im thüringischen Greiz ansässig, wo Suske seinen Violinunterricht wieder aufnahm. 1947 wurde er Schüler des in Greiz aufgewachsenen Weimarer Hochschullehrers und Geigers Gerhard Bosse, dem er nach dessen Wechsel 1951 nach Leipzig folgte, wo Bosse als Violinprofessor und Erster Konzertmeister des Rundfunk-Sinfonieorchesters wirkte. Nach seinem Examen 1954 wurde Suske zuerst Solobratscher, später Konzertmeister am Leipziger Gewandhaus. 1962 wechselte er als Erster Konzertmeister zur Berliner Staatsoper Unter den Linden, von wo er 1977 auf Bestreben Kurt Masurs als Erster Konzertmeister des Gewandhausorchesters nach Leipzig zurückkehrte. In dieser Position blieb er bis zu seinem Ruhestand 2001. Parallel dazu war Suske von 1991 bis 2000 neunmal Erster Konzertmeister des Bayreuther Festspielorchesters, zudem wurde er mehrfach vom NHK-Sinfonieorchester Tokio als Gast-Konzertmeister eingeladen.

## Kammermusikalisches Wirken
Von seinem Lehrer Gerhard Bosse wurde Suske 1951 als zweiter Geiger in dessen neu gegründetes eigenes Streichquartett aufgenommen. 1955 wurde er ebenfalls zweiter Geiger im traditionsreichen Leipziger Gewandhaus-Quartett. Nach seinem Wechsel nach Berlin gründete er dort 1965 das anfangs nach ihm benannte Suske-Quartett (später Berliner Streichquartett), das im kammermusikalischen Leben der DDR eine gewichtige Rolle spielte und mit dem er Gastspiele in Europa, den USA und Japan unternahm. 1970 wurde das Quartett – neben Suske bestehend aus Klaus Peters (Vl), Karl-Heinz Dommus (Va) und Matthias Pfaender (Cl) – „für seinen Anteil an der meisterhaften Interpretation von Werken des nationalen Kulturerbes und des sozialistischen Musikschaffens der DDR“ mit dem Nationalpreis der DDR III. Klasse für Kunst und Literatur ausgezeichnet. Die Fertigstellung einer Gesamteinspielung der Beethoven-Streichquartette für das Plattenlabel Eterna im Jahr 1980 markiert auch das Ende dieses Ensembles, da Suske mit seiner Rückkehr nach Leipzig erneut Mitglied des Gewandhaus-Quartetts wurde, dessen Erster Geiger er bis 1993 blieb.

## Familie
Karl Suske ist verwitwet und lebt in Leipzig. Er hat vier erwachsene Kinder. Seine Tochter Cornelia Smaczny ist Soloharfenistin im Gewandhausorchester, und sein Sohn Conrad dort stellvertretender Konzertmeister. Zudem war Conrad Suske ebenfalls Mitglied des Gewandhausquartetts. Sein Sohn Frank war Komponist und seine Tochter Annegret ist ebenfalls im Gewandhaus tätig.

## Preise
- Nationalpreis der DDR